# Henry Bessemer

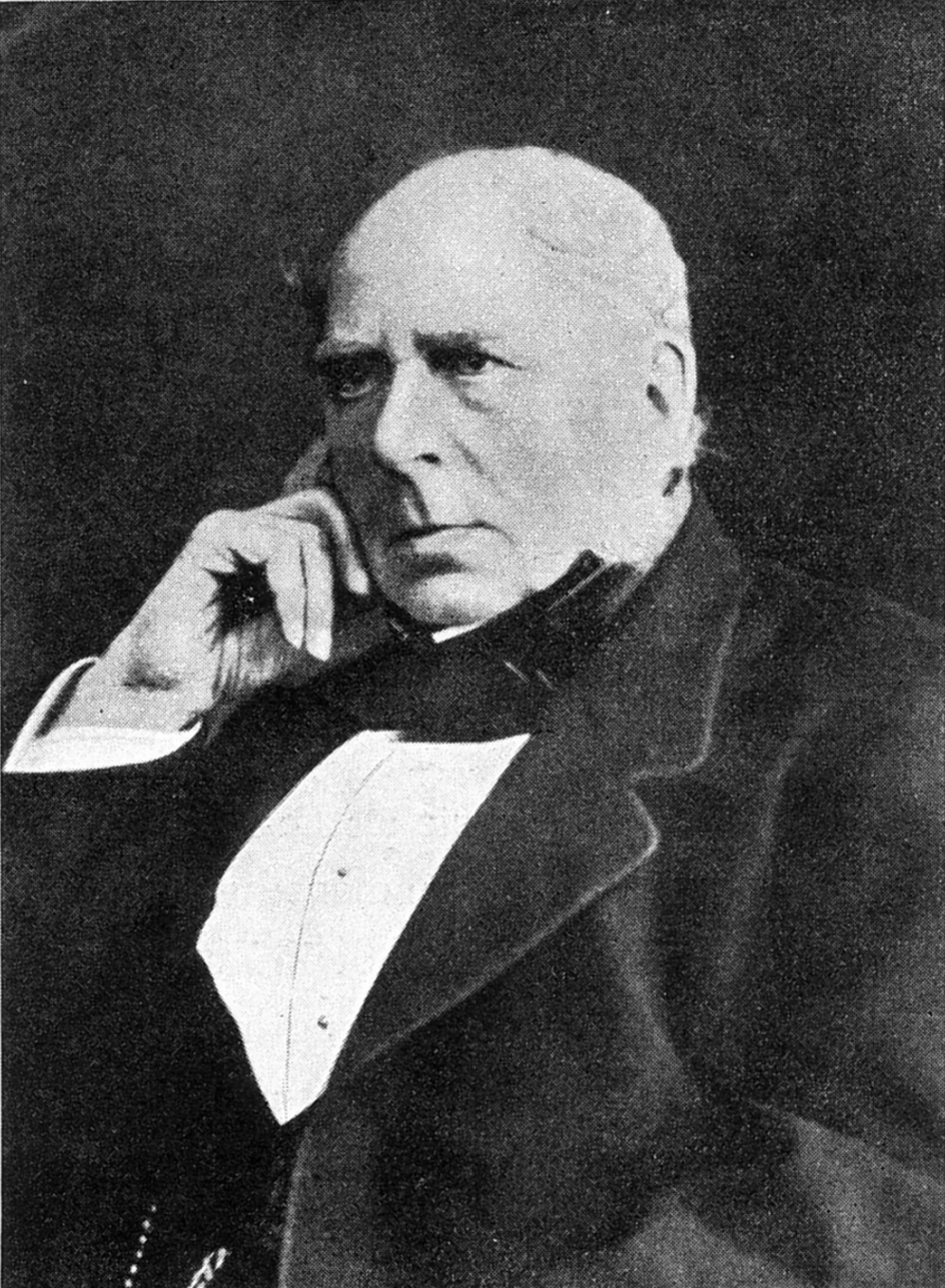
Sir Henry Bessemer

Sir Henry Bessemer (* 19. Januar 1813 in Charlton, Hertfordshire; † 15. März 1898 in London) war ein britischer Ingenieur und Erfinder. Er entwickelte das erste Verfahren, Stahl günstig in Massenproduktion herzustellen. Dazu erfand er um 1855 die Bessemerbirne. Das darin ablaufende Windfrischverfahren zur Entkohlung des Roheisens durch Einblasen von Luft oder Dampf wurde unter der britischen Nr. 2321, sowie in anderen Ländern patentiert.

## Leben und Wirken
Henry Bessemer wurde als Sohn eines Schriftgießers geboren. Als er nach Beendigung seiner Schulzeit in der Schriftgießerei seines Vaters arbeitete, brachte er sich größtenteils Techniken des Metallgusses und der Metallverarbeitung selbst bei.  Die Erfindung eines industriellen Verfahrens zur kostengünstigen Herstellung von Goldbronzen machte ihn bereits in jungen Jahren finanziell unabhängig. So konnte er seine technischen Ideen ohne finanzielle Sorgen verfolgen. Bessemer erlangte insgesamt 117 Patente. Am 26. Juni 1879 wurde er als Knight Bachelor in den Ritterstand erhoben und er erhielt die Mitgliedschaft in der Royal Society. 1894 wurde er in die American Philosophical Society und 1895 in die American Academy of Arts and Sciences gewählt.
Bessemer schrieb kurz vor seinem Lebensende seine Autobiographie, welche 1905 posthum veröffentlicht wurde. Im Alter von 85 Jahren starb Sir Henry Bessemer am 15. März 1898 in London.

## Weitere Erfindungen
Weitere Erfindungen Bessemers waren würfelartige Prägestempel, eine Goldfarbe, eine Zuckermaschine und ein Schiff, das seine Passagiere vor der Seekrankheit bewahren sollte. Bereits lange vor der Patentierung von Floatglas hatte Bessemer die Idee, flüssiges Zinn als Träger für Flachglas zu verwenden.
Des Weiteren entwickelte Bessemer einen nach ihm benannten Prozess zur Gewinnung von reinem Stahl/Gusseisen oder Kupfer aus verunreinigten Roherzen. Entsprechende Versuchsanlagen entstanden in den Hüttenbetrieben von Mansfeld.

## Experimentelles DampfschiffBessemer
Das Schiff Bessemer hatte einen halbkardanisch gelagerten Salon, dessen von Hand bediente Hydraulik das Rollen im Seegang ausgleichen sollte. Der Prototyp war für die Passage des Ärmelkanals ausgelegt und wurde 1875 in Betrieb genommen. Um Nickbewegungen zu minimieren, war das Schiff als Double ender (identische Bug- und Heckform) gebaut, und darüber hinaus wurden die Decks zur Bequemlichkeit der Passagiere sehr tief gelegt. Das Schiff machte etliche Überfahrten, doch der Schwingsalon bewährte sich in der Praxis nicht, wurde entfernt, das Schiff danach zum Frachter umgebaut. Es fiel wenig später einem Sturm zum Opfer.

## Ehrungen
Nach Bessemer sind mehrere Ortschaften in Nordamerika benannt, sowie auch weltweit einige Straßenzüge, beispielsweise sind ihm 27 deutsche und sechs österreichische Straßen gewidmet.

## Werke
- Henry Bessemer, F.R.S., an autobiography. Institute of Metals, London, 1989, ISBN 0-901462-49-7 (Nachdruck der Ausgabe London 2015)